# 敦煌医学文献
敦煌医学文献是一批医学文献，大部分写于六朝及其以前，但也有部分是隋唐时期的作品。主要由甘肃省敦煌莫高窟的医学卷子本为主，此外，新疆、青海、四川等地也发现了许多古卷写本，其中有少量属于医学文献，而这些文献也被现代学者归为了敦煌医学文献并进行研究。它们可被分为93种，内容涉及到了伤寒、本草、针灸、五脏等方面。许多学者都对这些文献作了研究和整理并取得了丰硕的成果，最终还促成了敦煌学的形成。:70-71
敦煌医学文献主要是指1900年在敦煌莫高窟（今编）第17窟发现的中医药古文献，是古代丝绸之路的医学文明宝库。据马继兴先生考证，其撰著年代最早者可上溯到先秦与汉代，绝大多数系南北朝以后及隋唐之作。在传世医学文献罕有宋版书的情况下，敦煌医学文献不仅较好地保存了唐以前的流传面貌 (如医经类、《伤寒论》类著作)，而且保存了相当一部分后世散失的宋以前的医书（如《玄感脉经》、《新集备急灸经》等）。

## 发掘与研究
1900年，人们在敦煌莫高窟内发现了4万余件医学文献，大部分都是手写本，但也有少量木刻本。最初研究的主要对象是少量敦煌出土的医药专著，而且在原始资料复制方面的努力相当多。90年代后，中国对这些文献的系统性研究开始迅速发展，许多学术专著在此时和此后出版，例如《敦煌古医籍考释》。作为敦煌学的重要组成部分，敦煌医学文献的研究不断深化。:70-71
敦煌学与甲骨学、红学一起并称为中国公认的三大显学，同时也是世界上唯一以地名命名的国际显学。莫高窟藏经洞中5万余卷写本和木刻本籍记录了中国古代封建社会政治、经济、历史、军事、哲学、宗教、文化、文学、艺术、医学等方面的成果与成就，反映了当时中西文化的碰撞、交流、融合、共通，是20世纪人类文化史的重大发现，是璀璨的世界文化遗产。敦煌医学是敦煌学研究的重要组成部分，是整理研究敦煌遗书、敦煌壁画以及敦煌文物中医药史料的一门学科。从体系上看，敦煌医学既不完全是中医，也不完全是西医，而是以中医药学为主，融合了藏医学、西域医学、印度医学、壁画医学与道教医学、佛教医学，是世界医学史上的珍宝。

## 保存与影响
中国国家图书馆收藏了一万六千余卷文献，其余的则都被英法俄日等国的探险者所获并保存在了英国国家图书馆（一万三千六百余卷）和法国国立图书馆（七千余件余卷）、俄罗斯科学院东方学研究所（一万八千余卷）等地，其余的文献则散藏于故宫博物院、香港艺术馆和东京国立博物馆等机构。:114这些文献最终还促成了敦煌学的形成。它们中包含了长期失传的医药古籍以及流传至今的古籍的最早传写本，可以反映早期医学文献的原貌，对研究中医学历史、解答医药文献的部分疑难问题等都具有极为重要的价值。:70-71 